# Plaza Río de Janeiro

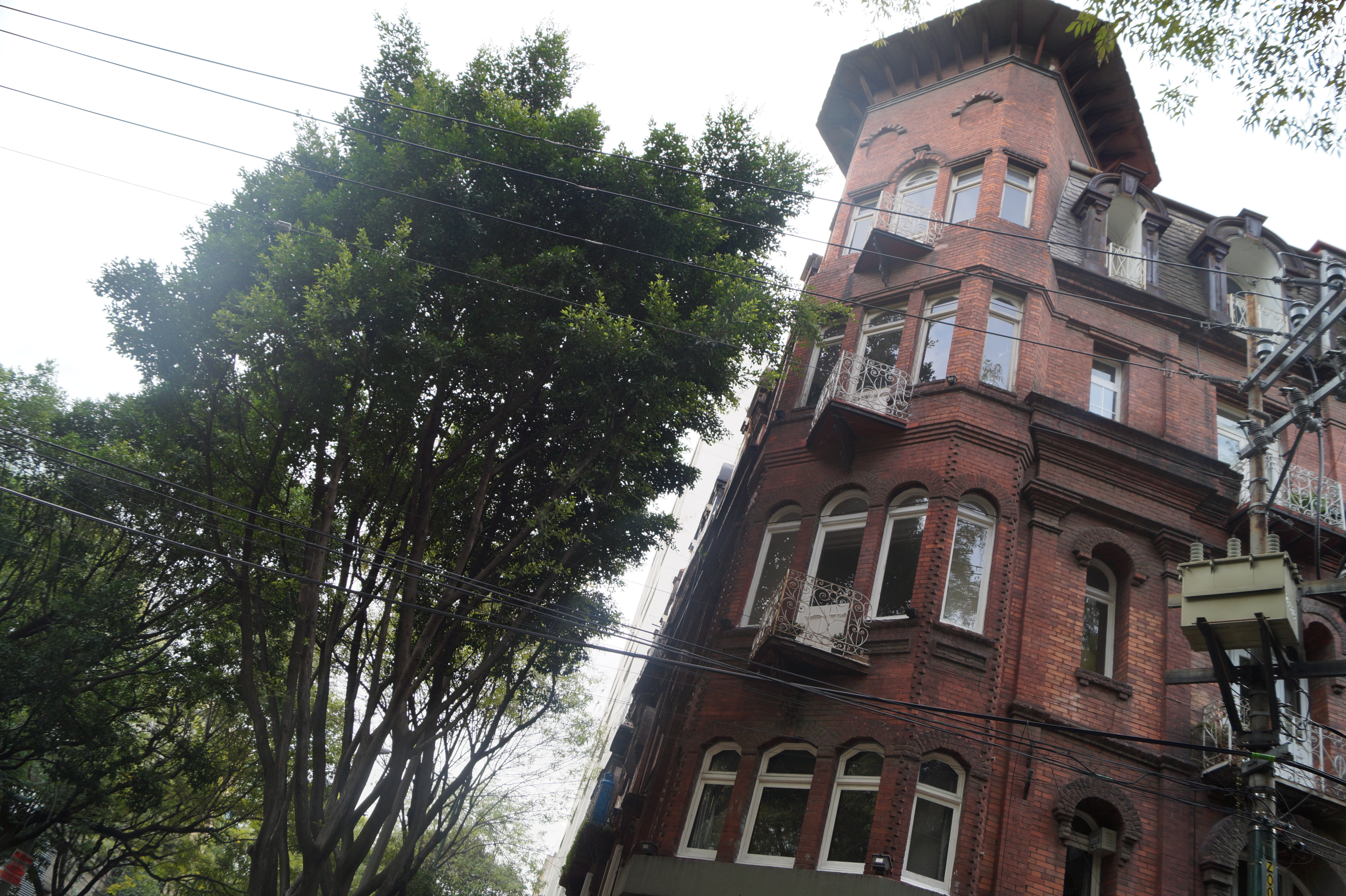
Edificio a un costado de la plaza Río de Janeiro, también conocido como La casa de las brujas.

La Plaza Río de Janeiro es un espacio verde considerado de esparcimiento público en la Colonia Roma, Ciudad de México. Fue creada en 1903 , en el cruce de las calles Durango y Orizaba en un terreno donado por los fraccionadores para crear áreas verdes. Su construcción fue simultánea a la de la colonia donde está ubicada (cuya escritura pública es del 13 de febrero de 1903).
El primer nombre de la plaza fue Parque Roma, después cambió a Parque Orizaba y en 1922 fue rebautizada como Plaza Río de Janeiro por iniciativa de José Vasconcelos, entonces Secretario de Educación Pública. Aunque el acto generó la inconformidad de los colonos, la posible razón del cambio de nombre fue la invitación hecha a México para asistir a la celebración del centenario de la independencia de Brasil en ese año.
El centro de la plaza tiene una fuente con una copia de la escultura David, de Miguel Ángel, hecha de bronce y fue colocada allí en 1976 como parte de un programa de remodelación del Departamento del Distrito Federal.
El edificio más emblemático de los que rodean la plaza es la llamada, popularmente: Casa o castillo de las brujas. Ubicada en la parte este del cuadrángulo, su nombre real es Edificio Río de Janeiro. El nombre popular tal vez se deba por la forma particular del tejado de la torre, cubierta con teja y situada en la esquina, que asemeja al sombrero de una bruja, así como por los vanos (huecos) y ventanas que a su vez sugieren respectivamente los ojos, nariz y sonrisa del edificio. Esta construcción realizada en ladrillo por el ingeniero R. A. Pigeon en 1908, fue modificada en su interior y planta baja en la década de los años treinta por el ingeniero Francisco J. Serrano quién agregó detalles art déco  a la entrada y al patio interior del edificio. 
La plaza Río de Janeiro inició como un símbolo del Porfiriato, época en la que se pretendió embellecer la capital para colocarla al nivel de cualquier otra ciudad del mundo. Su innovador diseño incluía casas, edificios y construcciones afrancesadas.  Es considerado de esparcimiento público en la colonia Roma, los peatones pueden acceder a esta plaza desde la calle Durango u Orizaba.  Las principales actividades que se desempeñan en la plaza son recreativas, la mayoría opta por pasear a sus mascotas, relajarse en las diversas bancas, y asimismo se encuentra un área destinada a los niños.

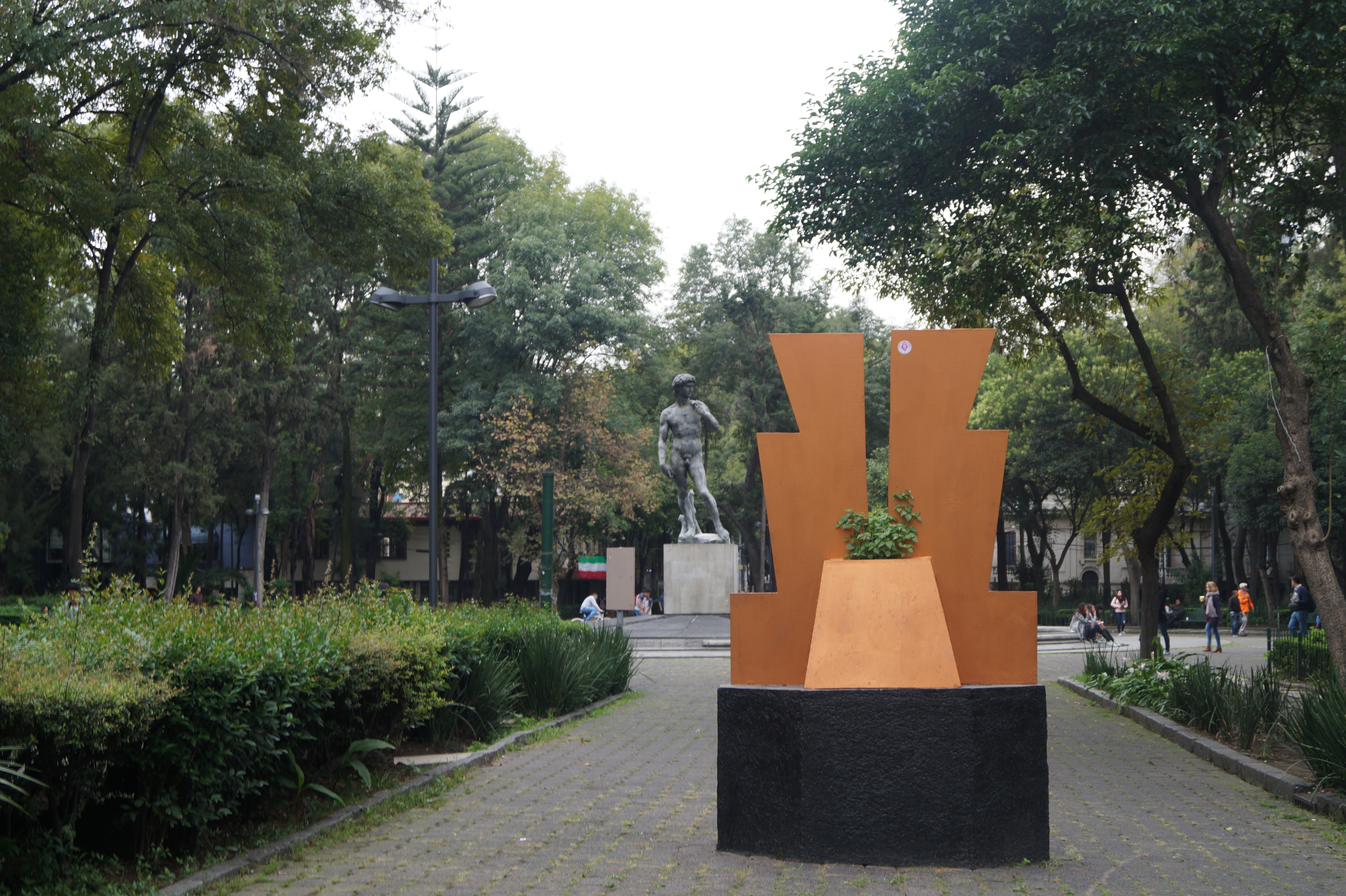
La plaza Río de Janeiro desde la calle Orizaba en la colonia Roma Norte de la Ciudad de México.

Asimismo, en los alrededores de este parque también se localizan algunas galerías de arte y cafeterías que complementan las actividades de la plaza como centro de reunión de habitantes y paseantes de la Colonia Roma. 
La plaza Río de Janeiro es elemento de un magno proyecto emprendido por Porfirio Díaz, generando la aparición de nuevas colonias que proyectaban la imagen de una urbe moderna, funcional y próspera, capaz de rivalizar con cualquier ciudad europea o norteamericana.

- Colonia Roma